# أولاد جموح (أولاد داود)
أولاد جموح هي إحدى مشيخات المملكة المغربية، تتبع جغرافيا لإقليم تاونات وإداريًا لأولاد داود. يقدر عدد سكانها بـ 9266 نسمة حسب الإحصاء الرسمي للسكان والسكنى لسنة 2004.